# Asan Tanjung
Asan Tanjung is een bestuurslaag in het regentschap Aceh Timur van de provincie Atjeh, Indonesië. Asan Tanjung telt 247 inwoners (volkstelling 2010).